# Mitella doiana
Mitella doiana är en stenbräckeväxtart som beskrevs av Jisaburo Ohwi. Mitella doiana ingår i släktet Mitella och familjen stenbräckeväxter. Inga underarter finns listade i Catalogue of Life.